# We Are the World 25 for Haiti
We Are the World 25 for Haiti je remake hitu z roku 1985 We Are the World, který napsali Michael Jackson a Lionel Richie. Nová verze byla součástí charitativní akce na pomoc události Zemětřesení na Haiti 2010. Píseň byla natočena byl 1. února 2010, jako singl vyšla 12. února 2010.

## Seznam všech zúčastněných umělců
- Justin Bieber
- Nicole Scherzinger
- Jennifer Hudson
- Jennifer Nettles
- Josh Groban
- Tony Bennett
- Mary J. Blige
- Michael Jackson (archivní záběry)
- Janet Jacksonová
- Barbra Streisand
- Miley Cyrus
- Enrique Iglesias
- Jamie Foxx
- Wyclef Jean
- Adam Levine
- Pink
- BeBe Winans
- Usher
- Celine Dion
- Orianthi (kytara)
- Fergie
- Nick Jonas
- Toni Braxton
- Mary Mary
- Isaac Slade
- Lil Wayne
- Carlos Santana (kytara)
- Akon
- T-Pain
- LL Cool J (rap)
- Will.i.am (rap)
- Snoop Dogg (rap)
- Nipsey Hussle (rap)
- Busta Rhymes (rap)
- Swizz Beatz (rap)
- Iyaz (rap)
- Mann (rap)
- Kanye West
- Patti Austin
- Philip Bailey
- Piero Barone (Il Volo)
- Fonzworth Bentley
- Ignazio Boschetto (Il Volo)
- Bizzy Bone
- Ethan Bortnick
- Jeff Bridges
- Zac Brown
- Brandy
- Kristian Bush
- Natalie Cole
- Harry Connick Jr.
- Nikka Costa
- Kid Cudi
- Kelly Rowland
- Faith Evans
- Melanie Fiona
- Sean Garrett
- Tyrese Gibson
- Gianluca Ginoble (Il Volo)
- Anthony Hamilton
- Rick Hendrix
- Keri Hilson
- John Legend
- Julianne Hough
- India.Arie
- Randy Jackson
- Taj Jackson
- Taryll Jackson
- TJ Jackson
- Betty Lynn Jackson
- Al Jardine
- Jimmy Jean-Louis
- Ralph Johnson
- Joe Jonas
- Kevin Jonas
- Rashida Jones
- Gladys Knight
- Adam Levine
- Benji Madden
- Joel Madden
- Katharine McPhee
- Jason Mraz
- Mya
- Freda Payne
- A. R. Rahman
- RedOne
- Nicole Richie
- Raphael Saadiq
- Trey Songz
- Musiq Soulchild
- Jordin Sparks
- Robin Thicke
- Rob Thomas
- Vince Vaughn
- Mervyn Warren
- Verdine White
- Ann Wilson
- Brian Wilson
- Nancy Wilson
- Leshaun

## Video
We Are The World 25 For Haiti - Oficiální video (YouTube)